# Сарбел
Сарбел (Лондон, 14. мај 1981) је поп музичар грчко-кипарског-либанског порекла. Отац му је Грк који пева и свира бузуки, а мајка му је адвокат из Либана. Рођен је и одрастао у Лондону, али као мали је често са породицом ишао у Грчку и на Кипар.

## Каријера
Године 2004. је на једној свадби у Тунису слушао арапску песму "Sidi mansour" и размишљао је како би ова песма постала хит у Грчкој. После једног месеца, снимио је песму на грчком и песма се одмах нашла на трећем месту грчке топ-листе. У 21. години је потписао уговор са Sony BMG на шест година. Од тада је постао веома популаран певач у Грчкој. Тренутно живи у Грчкој и често путује у Лондон и Либан.
Сарбел је завршио Музичку академију (одсек опера, драма) у Лондону. Са пет година је певао у Енглеској националној опери (English National Opera) и у Краљевској оперској кући Ковент Гарден (Royal Opera House Covent Garden).
Са 18 година се преселио на Крит где је певао у Хераклион Паладијуму (Heraklion Palladium).
Постао је веома популаран 2004. године кад је снимио у Грчкој оријентални хит Se pira sobara у дуету са Ирини Меркури. Ова песма је прерада арпске песме Sidi Mansour. Затим излази ЦД сингл са топ песмом где се налазе још две песме Agapi mou esi и Mi mou fovasai као и ремикс песме Se pira sobara.

Затим 2005. године снима албум Parakseno Sinestima на коме се налази 14 песама заједно са Se pira sobara и још једном обрадом арапске песме. На овом албуму се налази и Сарбелова песма Sokolata.
Parakseno Sinestima је постао платинумски и он поново издаје допуњено издање овог албума са још четири песме (Thelo na petakso која је рађена за компанију, Wella односно за New Wave производе, онда песма Boro, boro коју је препевао од познатог певача Араша и два ремикса).
Јуна 2006. године издаје нови албум са 13 нових песама под називом Сахара.
Сарбел је био један од три певача који су се такмичили за карту за Песму Евровизије 2007. Сарбел је 28. фебруара 2007. године победио, добивши највише гласова и од публике и од жирија. Песма са којом је наступао на Песми Евровизије се зове Geia sou Maria.
У марту излази допуњено издање албума Сахара где се нашла евровизијска песма на грчком и на енглеском језику, као и нови дует Mi chica и нова верзија песме Enas apo mas.
Сарбел је на Песми Евровизије освојио седмо место, као и награду од руског ОГАЕ клуба за најбољу песму.
Сарбел је примио златни диск за ЦД сингл Geia sou Maria који се, поред грчких топ-листа, налази и на топ-листама у Енглеској.

## Дискографија
Албуми:
- , 2005.
- (друго издање), 2005.
- , 2006.
- , 2007.

Синглови:
- , 2004.
- , 2007.

## Сајтови и Фан клубови
- Интернационалан Сарбелов форум Архивирано на веб-сајту  (4. мај 2007)
- Сарбелов фан клуб
- Сарбелов сајт
- Сарбелов фан клуб[мртва веза]